# Stiftung Literaturforschung Ostwürttemberg
Die Stiftung Literaturforschung Ostwürttemberg ist eine 1999 gegründete Bürgerstiftung. 
Sitz der Stiftung ist Heubach im Ostalbkreis, Vorstand der Stiftung ist Reiner Wieland (2013).

## Stiftungszweck
Zweck der Stiftung ist die Forschung über Leben und Werk von Autoren aus den Landkreisen Göppingen, Heidenheim und Ostalb.
Der Raum Ostwürttemberg hat weit über 5000 Autoren vorzuweisen. Die Stiftung ist Herausgeber der Buchreihe „Unterm Stein – Lauterner Schriften“. Veröffentlicht werden Biografien sowohl als Monografien oder als Sammelbände, im Einzelfall auch Werkausgaben mit einem biographischen Anhang zum Autor.
Außerdem wird die Autorenforschung mit Vorträgen und Ausstellungen unterstützt.

## Buchreihe
Die von der Stiftung herausgegebene Bücher erscheinen in unregelmäßiger Reihenfolge in einer vom Einhorn-Verlag in Schwäbisch Gmünd herausgebrachten Buchreihe mit dem Titel „Unterm Stein. Lauterner Schriften“.